# Miquel Bosch Flexas
Miquel Bosch Flexas (Palma, 1940) és un mariner i militar mallorquí. Capità de la Marina Mercant des de 1968, ha comandat, entre d'altres, els vaixells Torres de Quarte i Juanita de Chacártegui. El 1970 ingressà a la reserva naval activa de l'Armada espanyola amb el grau d'alferes de nau, i va estar embarcat a la corbeta Diana, al petrolier Teide, al calador CR-1, a la patrullera V-21 com a comandant, i al pescamines Ulla en qualitat de segon comandant.
El 1981 fou segon comandant de la Base Naval de Sóller. Destinat posteriorment a Santurtzi (1986) com a ajudant de Marina, tornà a Sóller com a cap de la base, i com a capità de corbeta el 1988. El 1992 ascendí a capità de fragata. El febrer de 2005 passà a la reserva.
Ha estat condecorat successivament amb la Placa, Encomienda i Creu de San Hermenegildo; Placa i Creu al Mèrit Naval; Creu al Mèrit Aeronàutic; així com amb diverses distincions civils com les creus de bronze i plata de la Creu Roja, per la tasca desenvolupada com a patró del vaixell de salvament de la Creu Roja Virgen de Lluc. Des de gener de 2006 és president del Comitè Local de Sóller i ha rebut el Premi Ramon Llull.